# Lecithophorus capensis
Lecithophorus capensis is een slakkensoort uit de familie van de Polyceridae. De wetenschappelijke naam van de soort is voor het eerst geldig gepubliceerd in 1958 door Macnae.